# Maricica Țăran
Maricica Titie Țăran (Gherța Mică, 4 de enero de 1962) es un deportista rumana que compitió en remo. En 1987 desertó de su país y se exilió en la RFA, y pasó a competir bajo el nombre de Titie Jordache.
Participó en los Juegos Olímpicos de Los Ángeles 1984, obteniendo una medalla de oro en la prueba de cuatro scull con timonel. Ganó cuatro medallas en el Campeonato Mundial de Remo entre los años 1982 y 1990.

## Palmarés internacional
| Representando a Rumania |                              |                   |                          |
| Juegos Olímpicos        |                              |                   |                          |
| Año                     | Lugar                        | Medalla           | Prueba                   |
| 1984                    | Los Ángeles (Estados Unidos) | Medalla de oro    | Cuatro scull con timonel |
| Campeonato Mundial      |                              |                   |                          |
| Año                     | Lugar                        | Medalla           | Prueba                   |
| 1982                    | Lucerna (Suiza)              | Medalla de bronce | Cuatro scull con timonel |
| 1985                    | Malinas (Bélgica)            | Medalla de bronce | Cuatro scull             |
| 1986                    | Nottingham (Reino Unido)     | Medalla de plata  | Cuatro scull             |
| Representando a la RFA  |                              |                   |                          |
| Campeonato Mundial      |                              |                   |                          |
| Año                     | Lugar                        | Medalla           | Prueba                   |
| 1990                    | Tasmania (Australia)         | Medalla de bronce | Scull individual         |